# Путь в Дамаск

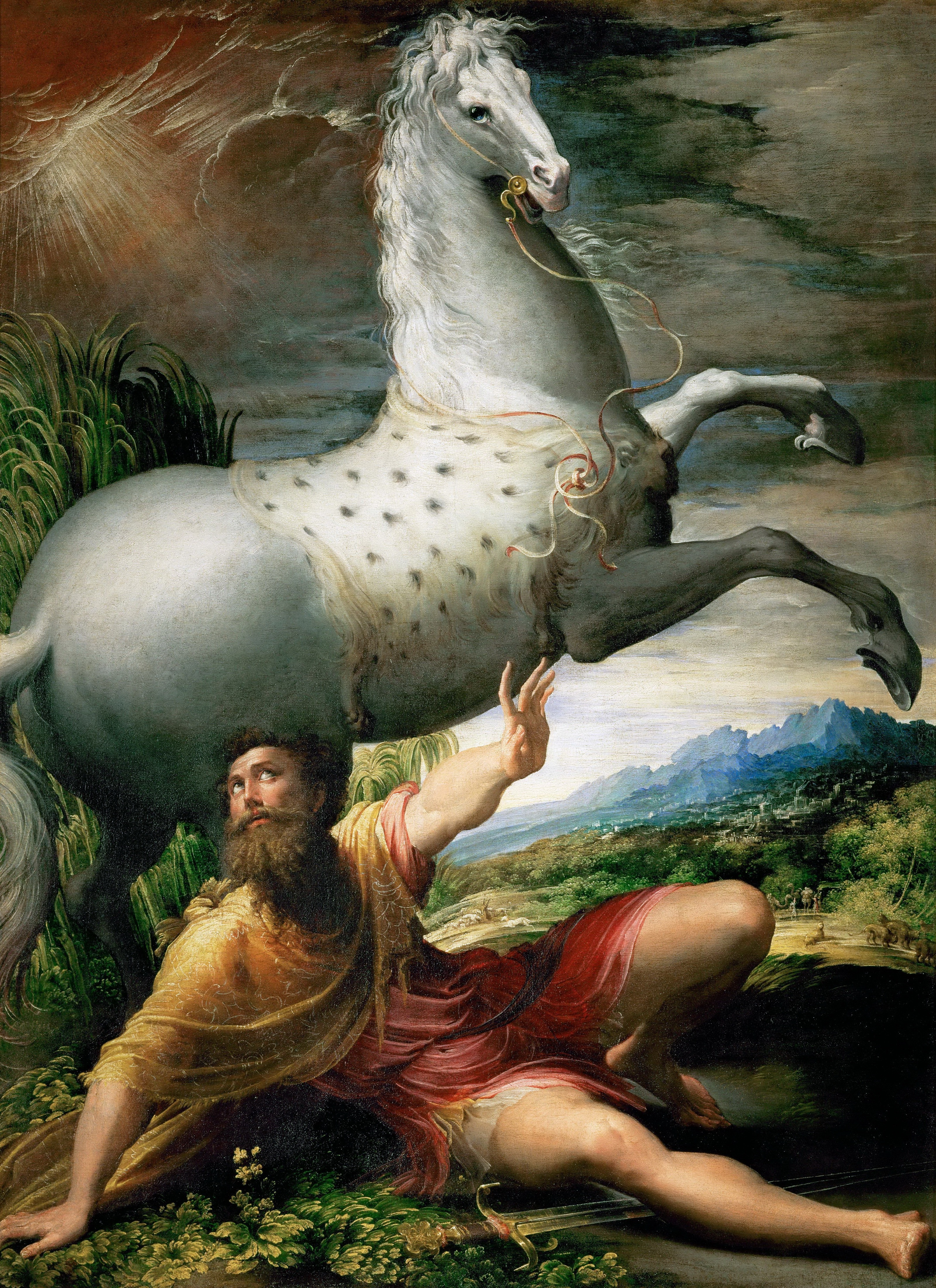
Картина Пармиджанино

Обращение Савла на пути в Дамаск — один из эпизодов жития апостола Павла (ок. 33-36 гг. н. э.), сыгравший колоссальную роль в его обращении в христианство и, следовательно, для распространения христианства в мире.
В переносном смысле выражение «Путь в Дамаск» обозначает поворотный пункт, водораздел — событие, знаменующее уникальную или важную историческую перемену.

## Текст
Апостол Павел, до крещения носивший имя «Савл», был воинствующим фарисеем, активно участвовавшим в преследовании первых христиан. Например, он упоминается в сцене избиения камнями первомученика Стефана. Как повествует книга «Деяний святых апостолов», на пути в Дамаск он неожиданным образом услышал неведомый голос «Савл! Савл! Что ты гонишь меня?» и на три дня ослеп (9:1-9). Приведённый в Дамаск, он был исцелён христианином Ананией и крестился (9:17-18).

Савл же, еще дыша угрозами и убийством на учеников Господа, пришел к первосвященнику и выпросил у него письма в Дамаск к синагогам, чтобы, кого найдет последующих сему учению, и мужчин и женщин, связав, приводить в Иерусалим.

Когда же он шел и приближался к Дамаску, внезапно осиял его свет с неба. Он упал на землю и услышал голос, говорящий ему: Савл, Савл! что ты гонишь Меня? Он сказал: кто Ты, Господи? Господь же сказал: Я Иисус, Которого ты гонишь. Трудно тебе идти против рожна. Он в трепете и ужасе сказал: Господи! что повелишь мне делать? и Господь [сказал] ему: встань и иди в город; и сказано будет тебе, что тебе надобно делать. Люди же, шедшие с ним, стояли в оцепенении, слыша голос, а никого не видя. Савл встал с земли, и с открытыми глазами никого не видел. И повели его за руки, и привели в Дамаск. И три дня он не видел, и не ел, и не пил.